# YUV

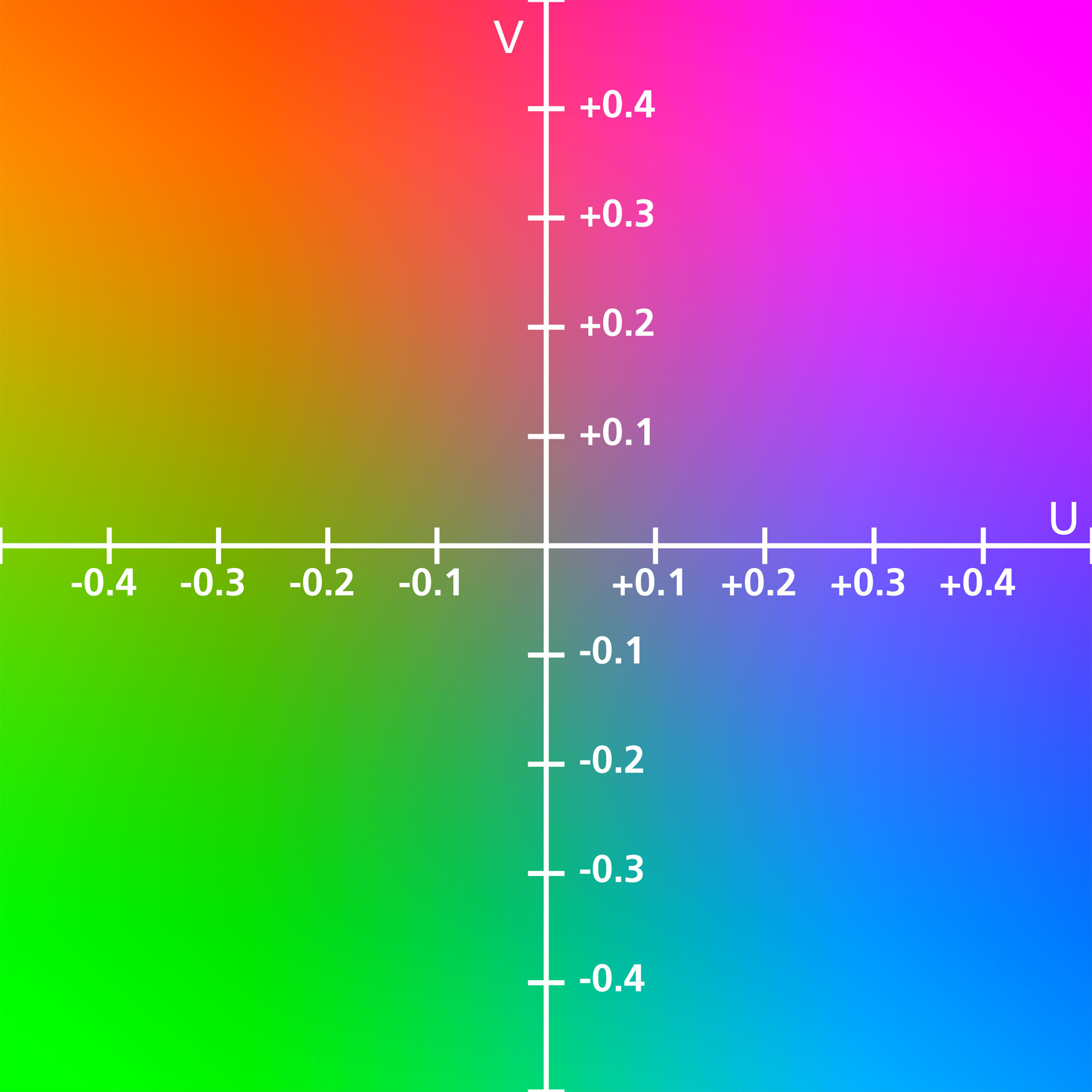
Ví dụ mặt phẳng màu U-V tại giá trị Y = 0.5, nằm trong phổ màu RGB.

Mô hình YUV quy định một không gian màu được tạo bởi một độ sáng và hai thành phần màu (chrominance). YUV được sử dụng trong hệ thống phát sóng truyền hình theo chuẩn PAL, đây là chuẩn ở phần lớn các nước.
Mô hình YUV giúp tạo ra màu đúng với nhận thức của con người hơn chuẩn RGB, là loại được dùng trong các thiết bị đồ hoạ máy tính, nhưng không chuẩn bằng không gian màu HSB.
Y đại diện cho thành phần độ sáng, U và V là đại diện cho các thành phần màu. Không gian màu YCbCr hay YPbPr, được sử dụng trong các thiết bị phát hình, đều xuất phát từ nó (Cb/Pb và Cr/Pr là những phiên bản biến thể của U và V), và đôi khi bị gọi một cách không chính xác là "YUV".  Không gian màu YIQ được dùng trong các hệ thống truyền hình NTSC cũng liên quan đến nó, tuy nhiên lại đơn giản hơn nó nhiều.
Các tín hiệu YUV đều xuất phát từ các nguồn RGB. Các giá trị trọng số của R, G và B được cộng lại với nhau để tạo ra một tín hiệu Y đơn, để biểu diễn độ sáng chung tại một điểm đó. Tín hiệu U sau đó được tạo ra bằng các trừ Y khỏi tín hiệu xanh lam (B của RGB), và được nhân với một tỉ lệ có sẵn; còn V được tính bằng cách trừ Y khỏi màu đỏ (R của RGB), và nhân tỉ lệ với một hệ số khác.
Các công thức sau có thể dùng để tính toán Y, U và V từ R, G và B:
| {\displaystyle Y} | {\displaystyle =0.299R+0.587G+0.114B}  |
| {\displaystyle U} | {\displaystyle =0.492(B-Y)}            |
|                   | {\displaystyle =-0.147R-0.289G+0.436B} |
| {\displaystyle V} | {\displaystyle =0.877(R-Y)}            |
|                   | {\displaystyle =0.615R-0.515G-0.100B}  |

hay dùng ma trận
{\displaystyle {\begin{bmatrix}Y\\U\\V\end{bmatrix}}={\begin{bmatrix}0.299&0.587&0.114\\-0.147&-0.289&0.436\\0.615&-0.515&-0.100\end{bmatrix}}{\begin{bmatrix}R\\G\\B\end{bmatrix}}}
Ở đây, R, G và B được giả sử là nằm trong khoảng 0 đến 1, với 0 biểu diễn cường độ bé nhất còn 1 là lớn nhất.
Có hai điều cần chú ý:
- Hàng trên cùng là đồng nhất với công thức dùng trong không gian màu YIQ
- Nếu {\displaystyle {\begin{bmatrix}R&G&B\end{bmatrix}}^{T}={\begin{bmatrix}1&1&1\end{bmatrix}}} thì {\displaystyle {\begin{bmatrix}Y&U&V\end{bmatrix}}^{T}={\begin{bmatrix}1&0&0\end{bmatrix}}}. Nói cách khác, các hệ số ở hàng trên cùng có tổng là 1 và hai hàng sau có tổng là 0.

(Chú ý rằng công thức này dùng mô hình cũ, nhưng khá phổ biến, của Y; HDTV dùng công thức hơi khác.)
Tuy có thể chuyển từ RGB->YUV bằng công thức toán, nhưng thường để tiện lợi dùng số xấp xỉ.

## Khái quát về hệ thống luminance/chrominance
Thuận lợi chính của hệ thống luminance/chrominance như ở trong YUV và các họ hàng của nó, YIQ và YDbDr, là ở chỗ chúng vẫn tương thích (nhờ Georges Valensi) với hệ màu đen trắng của tivi tương tự. Tín hiệu Y về cơ bản giống với tín hiệu được truyền từ một máy thu hình trắng đen bình thường (với một ít thay đổi không đáng kể), và các tín hiệu U và V có thể được bỏ qua. Khi được dùng trong một thiết lập màu thì quá trình trừ đi được bảo toàn, kết quả là không gian màu gốc RGB.
Một lợi điểm khác là tín hiệu trong YUV có thể dễ dàng được xử lý để có thể loại bỏ bớt một số thông tin để giảm băng thông (bandwidth). Mắt con người thực sự có độ phân giải màu khá thấp: các ảnh màu có độ phân giải cao mà chúng ta thấy đều được xử lý bởi hệ thống hình ảnh (visual system) bằng cách kết hợp ảnh đen và trắng có độ phân giải cao và ảnh màu với độ phân giải thấp. Lợi dụng điểm này, các chuẩn như NTSC làm giảm lượng thông tin trong phần màu (chrominance) một cách đáng kể, để cho mắt người tự kết hợp chúng lại. Chẳng hạn, NTSC chỉ lưu lại 11% của màu xanh gốc và 30% của màu đỏ gốc, loại bỏ phần còn lại. Vì màu xanh đã được mã hoá trong tín hiệu Y, kết quả của tín hiệu U và V là khá nhỏ hơn so với tín hiệu RGB hay YUV được gởi đi. Việc lọc bỏ các tín hiệu xanh (blue) và đỏ (red) là không cần thiết nếu tín hiệu là ở định dạng YUV.
Tuy nhiên, quá trình này làm giảm chất lượng ảnh. Vào thập niên 1950 khi NTSC được tạo ra thì điều này không phải là mối bận tâm vì hầu hết các thiết bị đều không thể hiển thị hình ảnh tốt hơn chất lượng của tín hiệu vào. Nhưng ngày nay, một tivi hiện đại có thể hiển thị hình ảnh với nhiều thông tin hơn so với tín hiệu vào. Điều này dẫn đến việc cố gắng để mã hoá thêm thông tin càng nhiều càng tốt vào trong tín hiệu YUV, kể cả S-Video của VCR. YUV còn được sử dụng là định dạng chuẩn cho các giải thuật nén chung cho video compression như MPEG-2, được dùng trong truyền hình số và cho DVD. Định dạng giải mã video chuyên nghiệp CCIR 601 cũng dùng không gian màu YUV, để tương thích với các định dạng video analog trước, là định dạng có thể chuyển thành bất cứ định dạng ra nào một cách dễ dàng.
YUV là một định dạng uyển chuyển có thể kết hợp dễ dàng vào bất cứ định dạng video nào khác. Chẳng hạn nếu bạn điều biên tín hiệu U và V vào trong giai đoạn quadrature của 1 subcarrier thì bạn sẽ được một tín hiệu đơn gọi là C, cho chroma, rồi nó có thể tạo ra tín hiệu YC chính là S-Video. Nếu bạn trộn lẫn tín hiệu Y và C, bạn sẽ được một composite video, thứ mà mọi tivi đều có. Tất cả những việc điều mã (modulating) này có thể thực hiện một cách dễ dàng bằng những mạch với chi phí thấp, trong khi việc giải mã (demodulation) thì thực sự khó. Để tín hiệu ở dạng YUV nguyên thủy sẽ làm cho việc tạo dựng DVD dễ dàng, vì chúng có thể dễ dàng downmix để có thể hỗ trợ hoặc S-video hay composite và vì thể đảm bảo tính tương thích với các mạch đơn giản, trong khi vẫn giữ lại mọi thông tin gốc từ tín hiệu RGB nguồn.

## Cách lấy mẫu
Để lấy một tín hiệu số, các ảnh dạng YUV có thể được lấy mẫu theo nhiều cách; xem thêm chroma subsampling.